# Ecuación de segundo grado

Una ecuación de segundo grado o ecuación cuadrática de una variable es aquella que tiene la expresión general:
| Ecuación de segundo grado {\displaystyle ax^{2}+bx+c=0\;,\quad a\neq 0} |

Dónde {\displaystyle x} es la variable, y {\displaystyle a}, {\displaystyle b} y {\displaystyle c} constantes; {\displaystyle a} es el coeficiente cuadrático (distinto de cero), {\displaystyle b} el coeficiente lineal y {\displaystyle c} es el término independiente. Este polinomio se puede interpretar mediante la gráfica de una función cuadrática, es decir, por una parábola. Esta representación gráfica es útil, porque las abscisas de las intersecciones o punto de tangencia de esta gráfica, en el caso de existir, con el eje {\displaystyle Ox} son las raíces reales de la ecuación. Si la parábola no corta el eje {\displaystyle Ox} las raíces son números complejos. El primer caso (raíces reales) corresponde a un discriminante positivo, y el segundo (raíces complejas) a uno negativo.

## Historia
Las ecuaciones de segundo grado y su solución de las ecuaciones se conocen desde la antigüedad. En Babilonia se conocieron algoritmos para resolverla. Fue encontrado independientemente en otros lugares del mundo. En Grecia, el matemático Diofanto de Alejandría aportó un procedimiento para resolver este tipo de ecuaciones (aunque su método solo proporcionaba una de las soluciones, incluso en el caso de que las dos soluciones sean positivas). La primera solución completa la desarrolló el matemático Al-Juarismi (o Al-Khwarizmi según otras grafías), en el siglo IX en su trabajo Compendio de cálculo por reintegración y comparación, cerrando con ello un problema que se había perseguido durante siglos. Basándose en el trabajo de Al-Juarismi, el matemático judeoespañol Abraham bar Hiyya, en su Liber embadorum, discute la solución de estas ecuaciones.[cita requerida]
Hay que esperar a Évariste Galois para conseguir resolver en general las ecuaciones polinómicas, o saber cuándo son irresolubles por radicales, que viene a ser una generalización de los métodos de resolución de las ecuaciones de segundo grado.
La primera gran dificultad pudo surgir en la solución de ecuaciones cuadráticas se dio con la ecuación {\displaystyle x^{2}-2=0} en la época de los pitagóricos, al calcular la longitud de la diagonal de un cuadrado de lado 1 ya que no se podía expresar la raíz cuadrada de dos como razón de dos números enteros.
En el Renacimiento al resolver {\displaystyle x^{2}+1=0} que requiere hallar un número real cuyo cuadrado sea -1, se superó con la construcción de números imaginarios y la invención de la unidad imaginaria i, definida mediante la igualdad {\displaystyle i^{2}=-1}.

## Soluciones de la ecuación de segundo grado
Para una ecuación cuadrática con coeficientes reales o complejos existen siempre dos soluciones, no necesariamente distintas, llamadas raíces, que pueden ser reales o complejas (si los coeficientes son reales y existen dos soluciones no reales, entonces deben ser complejas conjugadas). Fórmula general para la obtención de raíces:

{\displaystyle x={\frac {-b\pm {\sqrt {b^{2}-4ac}}}{2a}}}

Se usa ± para indicar las dos soluciones:
| {\displaystyle x_{1}={\frac {-b+{\sqrt {b^{2}-4ac}}}{2a}}} | y | {\displaystyle \ x_{2}={\frac {-b-{\sqrt {b^{2}-4ac}}}{2a}}} |
| Deducción de la solución |
| La deducción de la fórmula cuadrática proviene de la fórmula de completar el cuadrado: La ecuación canónica de segundo grado se puede simplificar dividiendo por el coeficiente principal, de forma que {\displaystyle ax^{2}+bx+c=0\ \Leftrightarrow \ x^{2}+{\frac {b}{a}}x+{\frac {c}{a}}=0} Para simplificar la demostración, se asume que {\displaystyle m={\frac {b}{a}}} y {\displaystyle n={\frac {c}{a}}}: Desde la ecuación {\displaystyle x^{2}+mx+n=0\,} Pasando el término {\displaystyle n} a la derecha: {\displaystyle x^{2}+mx=-n\,} Sumando {\displaystyle {\frac {m^{2}}{4}}} a ambos lados de la ecuación para completar cuadrados: {\displaystyle x^{2}+mx+{\frac {m^{2}}{4}}={\frac {m^{2}}{4}}-n} Simplificamos el primer miembro a un binomio cuadrado {\displaystyle \left(x+{\frac {m}{2}}\right)^{2}={\frac {m^{2}}{4}}-n} Extrayendo la raíz cuadrada a los dos miembros {\displaystyle x+{\frac {m}{2}}=\pm {\sqrt {{\frac {m^{2}}{4}}-n}}} Aislando {\displaystyle x\,} y simplificando la fracción de la raíz {\displaystyle x=-{\frac {m}{2}}\pm {\sqrt {\frac {m^{2}-4n}{4}}}} Simplificando a común denominador {\displaystyle x={\frac {-m\pm {\sqrt {m^{2}-4n}}}{2}}} si deshacemos el cambio de variables, obtenemos el resultado {\displaystyle x={\frac {-b\pm {\sqrt {b^{2}-4ac}}}{2a}}} La demostración sin cambio de variables se puede ver aquí: - Partimos de nuestra ecuación simplificada: {\displaystyle x^{2}+{\frac {b}{a}}x+{\frac {c}{a}}=0} - Pasamos al otro término {\displaystyle {\frac {c}{a}}}: {\displaystyle x^{2}+{\frac {b}{a}}x=-{\frac {c}{a}}} - Sumamos {\displaystyle {\frac {b^{2}}{4a^{2}}}} para obtener un binomio desarrollado: {\displaystyle x^{2}+{\frac {b}{a}}x+{\frac {b^{2}}{4a^{2}}}={\frac {b^{2}}{4a^{2}}}-{\frac {c}{a}}} - El trinomio a la izquierda es un cuadrado perfecto; simplificando a común denominador el segundo miembro: {\displaystyle \,\left(x+{\frac {b}{2a}}\right)^{2}={\frac {b^{2}-4ac}{4a^{2}}}} Extrayendo las 2 posibles raíces cuadradas, obtenemos: {\displaystyle x+{\frac {b}{2a}}=\pm {\sqrt {\frac {b^{2}-4ac}{4a^{2}}}}} Moviendo {\displaystyle {\frac {b}{2a}}} y aplicando la raíz al denominador: {\displaystyle x=-{\frac {b}{2a}}\pm {\frac {\sqrt {b^{2}-4ac}}{2a}}} Simplificando a común denominador: {\displaystyle x={\frac {-b\pm {\sqrt {b^{2}-4ac}}}{2a}}} |

### Naturaleza de las raíces según el discriminante

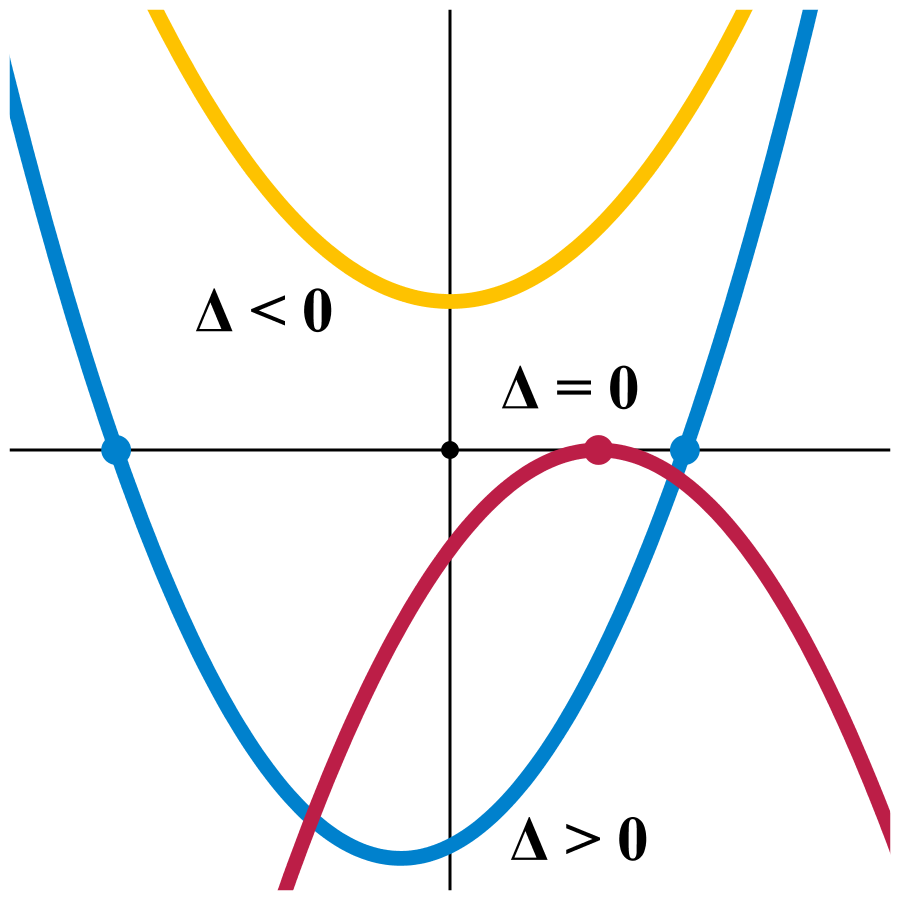
Signo del discriminante.

El discriminante es {\displaystyle \Delta =b^{2}-4ac} y sirve para analizar la naturaleza de las raíces que pueden ser reales o complejas.
■ {\displaystyle \Delta >0}: dos raíces reales distintas. la parábola corta el eje de las abscisas en dos puntos diferentes.
{\displaystyle {\frac {-b+{\sqrt {\Delta }}}{2a}}\quad {\text{y}}\quad {\frac {-b-{\sqrt {\Delta }}}{2a}}.}
■ {\displaystyle \Delta =0}: una raíz real, pero de multiplicidad dos o doble. La parábola solo toca en un único punto al eje de las abscisas.
{\displaystyle -{\frac {b}{2a}}.\,\!}
■ {\displaystyle \Delta <0}: dos raíces complejas conjugadas. La parábola no corta al eje de las abscisas.
{\displaystyle {\frac {-b}{2a}}+i{\frac {\sqrt {-\Delta }}{2a}},\quad {\text{y}}\quad {\frac {-b}{2a}}-i{\frac {\sqrt {-\Delta }}{2a}},}
donde i es la unidad imaginaria.

## Resolución de la ecuación de segundo grado
.

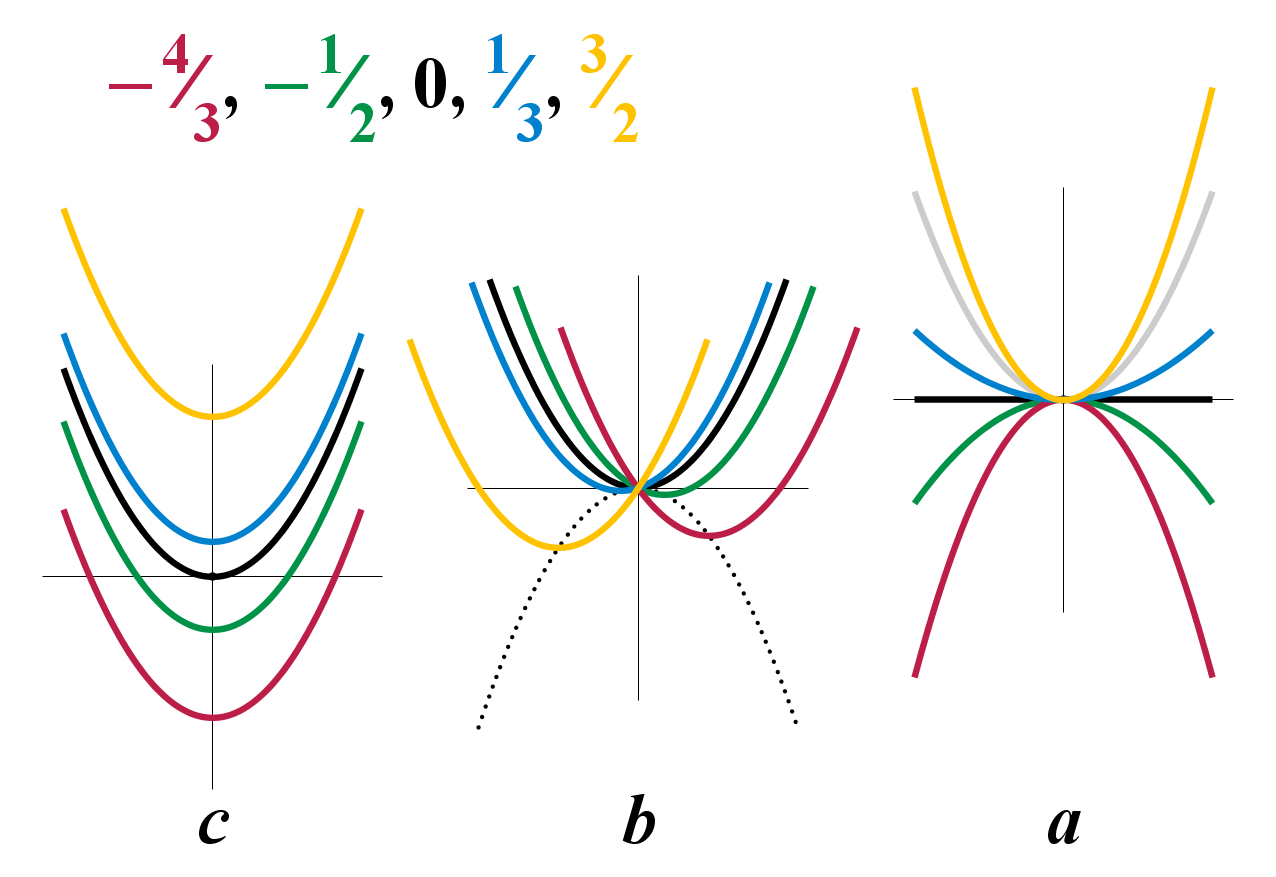
<! -- Nota: Las grafías inusuales en este texto alternativo (por ejemplo, «eh» para la constante «a») están pensadas para facilitar la pronunciación a los lectores de pantalla. Antes de cambiar cualquier texto alternativo, pruebe los cambios en varios lectores de pantalla. -->alt=Figura 1. Diagramas de la función cuadrática, y = eh x al cuadrado más b x más c, variando cada coeficiente por separado mientras que los otros coeficientes se fijan en los valores eh = 1, b = 0, c = 0. El diagrama de la izquierda ilustra la variación de c. Cuando c es igual a 0, el vértice de la parábola que representa la función cuadrática se centra en el origen, y la parábola se eleva a ambos lados del origen, abriéndose hacia arriba. Cuando c es mayor que cero, la parábola no cambia de forma, pero su vértice se eleva por encima del origen. Cuando c es menor que cero, el vértice de la parábola desciende por debajo del origen. El gráfico central ilustra la variación de b. Cuando b es menor que cero, la parábola que representa la función cuadrática no cambia de forma, pero su vértice se desplaza a la derecha y por debajo del origen. Cuando b es mayor que cero, su vértice se desplaza a la izquierda y por debajo del origen. Los vértices de la familia de curvas creadas al variar b siguen una curva parabólica. El gráfico de la derecha ilustra la variación de eh. Cuando eh es positivo, la función cuadrática es una parábola que se abre hacia arriba. Cuando eh es cero, la función cuadrática es una recta horizontal. Cuando eh es negativa, la función cuadrática es una parábola que se abre hacia abajo

Una ecuación cuadrática con real o complejo [tiene dos soluciones, llamadas raíces. Estas dos soluciones pueden o no ser distintas, y pueden o no ser reales.

### Factorización por inspección
Puede ser posible expresar una ecuación cuadrática ax2 + bx + c = 0 como un producto (px + q)(rx + s) = 0. En algunos casos, es posible, por simple inspección, determinar los valores de p, q, r y s que hacen que las dos formas sean equivalentes entre sí. Si la ecuación cuadrática se escribe en la segunda forma, entonces la «Propiedad del Factor Cero» establece que la ecuación cuadrática se satisface si px + q = 0 o rx + s = 0. Resolviendo estas dos ecuaciones lineales se obtienen las raíces de la cuadrática.
Para la mayoría de los estudiantes, la factorización por inspección es el primer método de resolución de ecuaciones cuadráticas al que están expuestos.{rp|202—207}} Si se da una ecuación cuadrática de la forma x2 + bx + c =} 0, la factorización buscada tiene la forma (x + q)(x + s), y hay que encontrar dos números q y s que sumen  b y cuyo producto sea c (a veces se llama «regla de Vieta» y está relacionado con las fórmulas de Vieta). Como ejemplo, x2 + 5x + 6 factores como (x + 3)(x + 2). El caso más general en el que a no es igual a 1 puede requerir un esfuerzo considerable de ensayo y error de adivinar y comprobar, suponiendo que se puede factorizar en absoluto por la inspección.
Excepto en casos especiales como cuando b = 0 o c = 0, la factorización por inspección sólo funciona para ecuaciones cuadráticas que tienen raíces racionales. Esto significa que la gran mayoría de las ecuaciones cuadráticas que surgen en aplicaciones prácticas no pueden resolverse mediante factorización por inspección.: 207 

### Completar el cuadrado
.

Figura 2. Para la función cuadrática y = x^{2} − x − 2, los puntos donde la gráfica cruza el eje x, x = -1 y x = 2, son las soluciones de la ecuación cuadrática x^{2} − x − 2 = 0.

El proceso de completar el cuadrado hace uso de la identidad algebraica
{\displaystyle x^{2}+2hx+h^{2}=(x+h)^{2},}
que representa un algoritmo bien definido que puede utilizarse para resolver cualquier ecuación cuadrática.: 207  Partiendo de una ecuación cuadrática en forma estándar, ax2 + bx + c =} 0
1. Divide cada lado por a, el coeficiente del término elevado al cuadrado.
2. Resta el término constante c/a de ambos lados.
3. Añade el cuadrado de la mitad de b/a, el coeficiente de x, a ambos lados. Esto «completa el cuadrado», convirtiendo el lado izquierdo en un cuadrado perfecto.
4. Escribe el lado izquierdo como un cuadrado y simplifica el lado derecho si es necesario.
5. Producir dos ecuaciones lineales igualando la raíz cuadrada del lado izquierdo con las raíces cuadradas positiva y negativa del lado derecho.
6. Resuelve cada una de las dos ecuaciones lineales.

Ilustramos el uso de este algoritmo resolviendo 2x2 + 4x − 4 = 0
{\displaystyle 2x^{2}+4x-4=0}
{\displaystyle \ x^{2}+2x-2=0}
{\displaystyle \ x^{2}+2x=2}
{\displaystyle \ x^{2}+2x+1=2+1}
{\displaystyle \left(x+1\right)^{2}=3}
{\displaystyle \ x+1=\pm {\sqrt {3}}}
{\displaystyle \ x=-1\pm {\sqrt {3}}}
El símbolo más-menos «±» indica que tanto x = −1 + √3 and x = −1 − √3 son soluciones de la ecuación cuadrática. 
Para encontrar los puntos de corte en una parábola se utiliza la siguiente formula de segundo grado
Para eje X:
{\displaystyle f(x)=0;}
{\displaystyle ax^{2}+bx+c=0}

## Coeficiente principal uno en  la ecuación completa
Cuando el término principal o cuadrático no tiene  el coeficiente expreso, se sobreentiende que es 1, la ecuación se escribe:  {\displaystyle x^{2}+px+q=0}, cuyas raíces son:

{\displaystyle x_{1,2}=-{\frac {p}{2}}\pm {\sqrt {{\frac {p^{2}}{4}}-q}}}

La ecuación cuadrática también se puede resolver con un cambio de variable. Consideremos la ecuación de segundo grado  {\displaystyle x^{2}+bx+c=0}. Haciendo el cambio de variable  {\displaystyle x=z+d}, se puede buscar {\displaystyle d} para hacer que el coeficiente de {\displaystyle z} en la cuadrática que resulte sea cero y que la ecuación se simplifique a una de la forma  {\displaystyle z^{2}=K}. (En la práctica, si es fácil de ver, este método se simplifica apelando a las fórmulas de Vieta: el coeficiente de la {\displaystyle x} es la suma de las raíces cambiada de signo y {\displaystyle c} es su multiplicación). 
Ejemplo: Resolver la ecuación  {\displaystyle x^{2}-10x+16=0}
Solución: Como las raíces, digamos {\displaystyle x_{1},x_{2}} suman 10, si a cada una le resto 5 podremos lograr transformar la ecuación original en una que no tenga término en {\displaystyle x}. Ello sugiere el cambio de variable  {\displaystyle z=x-5}  que hace  {\displaystyle x=z+5}. Este cambio de variable resulta en la ecuación simplificada  {\displaystyle z^{2}=9}  de solución 3 y su opuesto. Dado que  {\displaystyle x=z+5}  encontramos las soluciones {\displaystyle x_{1},x_{2}} restando y sumando, respectivamente, 3 al 5:  {\displaystyle x_{1}=2},  {\displaystyle x_{2}=8}.

## Ecuaciones incompletas

### Sin término independiente
Son de la forma:

{\displaystyle ax^{2}+bx=0\quad \longrightarrow \quad x\,(ax+b)=0}

cuyas raíces son:

{\displaystyle x=0\quad {\acute {o}}\quad ax+b=0}

esto es:

{\displaystyle x_{1}=0\;;\quad x_{2}={\cfrac {-b}{a}}}

### Sin término lineal
Son de la forma {\displaystyle ax^{2}+c=0}, cuyas raíces son reales opuestos o imaginarios puros opuestos.

Si {\displaystyle {\frac {-c}{a}}>0} las raíces son reales: {\displaystyle x_{1}={\sqrt {\frac {-c}{a}}}} o {\displaystyle x_{2}=-{\sqrt {\frac {-c}{a}}}}

Si {\displaystyle {\frac {-c}{a}}<0} las raíces son imaginarias puras: {\displaystyle x_{1}=i{\sqrt {\frac {c}{a}}}} o {\displaystyle x_{2}=-i{\sqrt {\frac {c}{a}}}}

## Completa con coeficiente lineal par
En este caso aparece como coeficiente del término de primer grado un número par {\displaystyle 2m} y la ecuación es 

{\displaystyle ax^{2}+2mx+n=0}

, siendo las raíces 

{\displaystyle x_{1,2}={\frac {-m\pm {\sqrt {m^{2}-an}}}{a}}}

## Completa reducida con coeficiente lineal par
En este caso el coeficiente principal es 1; el coeficiente lineal es par y asume la forma 

{\displaystyle x^{2}+2mx+n=0}

 cuyas raíces son 

{\displaystyle x_{1,2}=-m\pm {\sqrt {m^{2}-n}}}

## Ecuación bicuadrada
Estas son un caso particular de la ecuación de cuarto grado. Les faltan los términos a la tercera y a la primera potencias. Su forma polinómica es:
{\displaystyle ax^{4}+{bx^{2}}^{}+c=0}
Para resolver estas ecuaciones tan solo hay que hacer el cambio de variable {\displaystyle {x^{2}}^{}=u} 

Con lo que  queda: {\displaystyle {au^{2}}^{}+bu+c=0}
El resultado resulta ser una ecuación de segundo grado que podemos resolver usando la fórmula: 
Al deshacer el cambio de variable aparecen las cuatro soluciones:
{\displaystyle x_{1}=+{\sqrt {u_{1}}}}
{\displaystyle x_{2}=-{\sqrt {u_{1}}}}
{\displaystyle x_{3}=+{\sqrt {u_{2}}}}
{\displaystyle x_{4}=-{\sqrt {u_{2}}}}

### Ecuación bicuadrada simétrica
Una ecuación bicuadrada simétrica asume la forma:

{\displaystyle \alpha x^{4}+\beta x^{2}+\alpha =0}

### Ecuación bicuadrada antisimétrica
Cuando el primer coeficiente y el término independiente son opuestos

{\displaystyle \alpha x^{4}+\beta x^{2}-\alpha =0}

### Relaciones de raíces y coeficientes
Partiendo de que tenemos una ecuación cuadrática con raíces {\displaystyle x_{1},x_{2}\,}, podemos construir el binomio a partir de estas con:
{\displaystyle (x-x_{1})\cdot (x-x_{2})=0\,}
{\displaystyle x^{2}-(x_{1}+x_{2})x+x_{1}x_{2}=0\,}
{\displaystyle ax^{2}-a(x_{1}+x_{2})x+ax_{1}x_{2}=0\,}
{\displaystyle ax^{2}+bx+c=0\,}
De lo que se deduce:
Suma de raíces
| {\displaystyle x_{1}+x_{2}=-{\frac {b}{a}}\,} |
| Demostración a partir de Cardano Vieta - Partiendo de igualar los términos del mismo grado {\displaystyle -a(x_{1}+x_{2})x=bx\,} - Se despeja la suma y se divide por x {\displaystyle (x_{1}+x_{2})=-{\frac {b}{a}}\,} |

Producto de raíces
| {\displaystyle x_{1}\cdot x_{2}={\frac {c}{a}}\,} |
| Demostración a partir de Cardano Vieta - Partiendo de igualar los términos del mismo grado {\displaystyle ax_{1}x_{2}=c\,} - Se despeja el producto de raíces: {\displaystyle x_{1}x_{2}={\frac {c}{a}}\,} |

Observación:
| {\displaystyle (x_{1}+x_{2})^{2}-(x_{1}-x_{2})^{2}=4(x_{1}\cdot x_{2})\,}                                                                                               |
| Desarrollando los binomios: {\displaystyle x_{1}^{2}+2x_{1}x_{2}+x_{2}^{2}-(x_{1}^{2}-2x_{1}x_{2}+x_{2}^{2})\,} - Donde finalmente queda: {\displaystyle 4x_{1}x_{2}\,} |

{\displaystyle x_{1}^{2}+x_{2}^{2}={b^{2}-2ac \over a^{2}}}
En el caso de la ecuación {\displaystyle x^{2}+px+q=0} se tiene 

{\displaystyle q=x_{1}\cdot x_{2}}
{\displaystyle \sigma _{1}=x_{1}+x_{2}=-p}
{\displaystyle \sigma _{2}=x_{1}^{2}+x_{2}^{2}=p^{2}-2q}
{\displaystyle \sigma _{3}=x_{1}^{3}+x_{2}^{3}=p\cdot (p^{2}-3q)}
{\displaystyle \sigma _{4}=x_{1}^{4}+x_{2}^{4}=\sigma _{2}^{2}-2q^{2}}

#### Relación entre la fórmula general y la proporción áurea
solo en la solución real, si en la fórmula general el valor de las variables es el siguiente o se presenta el siguiente caso en que:
{\displaystyle a=1,b=-1,c=b}
entonces la fórmula general dará como resultado el número áureo
{\displaystyle {\frac {-(-1)+{\sqrt {(-1)^{2}-4(1)(-1)}}}{2(1)}}={\frac {1+{\sqrt {5}}}{2}}=\varphi }

## Ecuación trinomia de grado par
Es una ecuación de la forma:
{\displaystyle ax^{2m}+bx^{m}+c=0}
donde usualmente:
{\displaystyle a,b,c\in \mathbb {Q} }
{\displaystyle m\in \mathbb {Z} }, {\displaystyle m\geq 2}
{\displaystyle a\neq 0}
Para resolver se hace la sustitución: de lo siguiente

{\displaystyle x^{m}=t}
con lo que resulta la ecuación original como:
{\displaystyle at^{2}+bt+c=0}
Finalmente de:
{\displaystyle x^{m}=t}
se hallan los valores de {\displaystyle x} mediante:
{\displaystyle x=t^{\frac {1}{m}}}
con seguridad, en el campo de los números complejos, hay {\displaystyle 2m} raíces.